# Hervé Dubuisson
Hervé Dubuisson (* 8. August 1957 in Douai) ist ein ehemaliger französischer Basketballspieler und -trainer.

## Laufbahn

### Spieler
Dubuisson gab mit 15 Jahren bei AS Denain Voltaire seinen Einstand in der höchsten französischen Liga. 1975 wechselte er innerhalb der Liga zu SCM Le Mans. Dort blieb er bis 1980. In den Jahren 1978 und 1979 gewann der 1,95 Meter messende Flügelspieler mit Le Mans den französischen Meistertitel.
Der für seine Stärken im Angriff, seinen Distanzwurf sowie seine Sprungkraft bekannte Dubuisson stand nach seinem Weggang aus Le Mans von 1980 bis 1982 bei Olympique d’Antibes sowie anschließend bis 1986 bei Stade Français in Paris und von 1986 bis 1993 bei Racing Paris unter Vertrag. Im Sommer 1984 gehörte er zur Mannschaft der New Jersey Nets, die an der NBA-Sommerliga teilnahm. Auch die Detroit Pistons sowie die Utah Jazz zeigten in diesem Jahr Interesse am Franzosen, der aber keinen Vertrag in der NBA erhielt. Seine weiteren Vereinsstationen im Anschluss an seine Zeit in Paris waren Sceaux (1993/94), Gravelines (1994/95), Nancy (1995/96) sowie Montpellier (1996/97; hatte das Traineramt inne, bestritt ein einziges Ligaspiel, in dem er 30 Punkte verbuchte, und 1998/99). Von 1980 bis 1985 sowie in den Spieljahren 1986/87 und 1988/89 war Dubuisson bester französischer Korbschütze der Liga, mit insgesamt 12 557 Punkten stellte er eine Bestmarke für die höchste Spielklasse des Landes auf. Dubuisson erzielte während seiner Laufbahn in der französischen Liga in fünf Partien 50 Punkte oder mehr (Höchstwert: 55 Punkte, die er 1989 in einem Ligaspiel gegen Tours erreichte). In zwölf Spieljahren kam er in der Liga auf einen Mittelwert von mehr als 20 Punkten, seine Bestmarke waren 26,5 Punkte/Spiel (1984/85).
2012 wurde Dubuisson die Auszeichnung Gloire du sport verliehen.

#### Nationalmannschaft
Dubuisson wurde mit 16 Jahren und neun Monaten erstmals in Frankreichs A-Nationalmannschaft eingesetzt und war damit jünger als alle französischen Nationalspieler vor ihm. Bis 1989 bestritt er 254 Länderspiele und wurde damit Rekordnationalspieler. Auch seine 3916 im Nationaltrikot erzielten Punkte bedeuteten eine Bestmarke. 1984 nahm er an den Olympischen Sommerspielen teil und kam im Turnierverlauf als drittbester Werfer der französischen Mannschaft auf 12,6 Punkte je Begegnung. Bei der Weltmeisterschaft 1986 verbuchte er denselben Punkteschnitt. In den Jahren 1977, 1979, 1981, 1983, 1985, 1987 und 1989 spielte er mit Frankreich bei der Europameisterschaft. Mit 18,3 Punkten je Begegnung führte Dubuisson bei der EM 1981 seine Mannschaft an, 1985 (17,1 Punkte/Spiel) war er ebenfalls bester Werfer der französischen EM-Mannschaft. Mit 51 Punkten in einem Spiel (1985 gegen Griechenland) stellte er eine Bestmarke für die französische Nationalmannschaft auf.

### Trainer
Als Trainer war er in der Saison 1996/97 in Montpellier sowie ab 1997 in Antibes bei Olympique d’Antibes tätig. 1998/99 war er in Montpellier wieder Spieler, von 1999 bis 2001 trainierte Dubuisson SLUC Nancy Basket. Im Mai 2001 wurde er bei einem Motorradunfall schwer verletzt und lag vier Wochen im Koma. Er verlor Teile seines Gedächtnisses. Den Trainerberuf konnte er nach dem Unfall und der anschließenden Reha nicht mehr ausüben. Er ist seit 2005 mit der früheren bulgarischen Basketballnationalspielerin Madlena Stanewa verheiratet. Dubuisson, in Basketballkreisen unter dem Spitznamen „Dub“ bekannt, wurde beruflich im Jugend- und Sportamt des Départements Alpes-Maritimes tätig, 2015 wurde er zudem sportlicher Berater bei Olympique d’Antibes.
2015 wurde seine Lebensgeschichte in Buchform (Titel: „Ma vie en suspension“) veröffentlicht, 2017 erschienen ein Film und ein Buch, die sich Dubuissons Versuch widmeten, 1984 in der NBA unterzukommen. 2024 wurde er als Ritter der Ehrenlegion ausgezeichnet.